# 東吾妻町立岩島中学校
東吾妻町立岩島中学校（ひがしあがつまちょうりつ いわしまちゅうがっこう）は、かつて群馬県吾妻郡東吾妻町にあった町立中学校。過疎地の小規模校であった。
2005年に行われた陸上競技のジュニアオリンピック選手権女子3000mにおいて、岩島中学校の選手が従来の日本中学記録を上回るタイムで二位に入る。この選手はこの種目の群馬県中学記録保持者になった。
2015年東吾妻町内全5校を統合し、東吾妻町町立東吾妻中学校の開校により閉校となった。

## 主な出身者
- 小淵洋一（城西大学教授）
- 水出子雲（書道家）
- 海野恭斎（宗教家）
- 脇屋真一（郷土史家）
- 片貝勝浩（陸上選手）

## アクセス
JR吾妻線矢倉駅より徒歩15分